# Зеленобалківська сільська рада
| Зеленобалківська сільська рада — колишній орган місцевого самоврядування у Широківському районі Дніпропетровської області з адміністративним центром у с. Зелена Балка. Сільській раді були підпорядковані населені пункти: - с. Зелена Балка - с. Курганка - с. Макарівка - с. Нове - с. Червоний Ранок - с. Шведове |

## Склад ради
Рада складалася з 16 депутатів та голови.

## Керівний склад сільської ради
| ПІБ                       | Основні відомості                                                                       | Дата обрання | Дата звільнення |
| ------------------------- | --------------------------------------------------------------------------------------- | ------------ | --------------- |
| Яриніч Валерій Андрійович | Сільський голова, 1950 року народження, освіта, безпартійний                            | 26.03.2006   | 26.02.2009      |
| Лісова Ганна Миколаївна   | Сільський голова, 1977 року народження, освіта, член партії Єдиний Центр                | 21.06.2009   | 31.10.2010      |
| Кобзар Любов Степанівна   | Сільський голова, 1967 року народження, освіта середня спеціальна, член Партії регіонів | 31.10.2010   |                 |

Примітка: таблиця складена за даними джерела